# Metachrostis anticalis
Metachrostis anticalis là một loài bướm đêm trong họ Erebidae.